# کینتانییا دل آگوا ای تردوئلس
کینتانییا دل آگوا ای تردوئلس (به اسپانیایی: Quintanilla del Agua y Tordueles) یک شهرستان در اسپانیا است.